# Нещеретов Самсон Олександрович
Нещеретов Самсон Олександрович (27 червня 1877, м. Мінськ — †?) — підполковник ветеринарної служби Армії УНР.

## Біографія
Закінчив 1-шу Мінську духовну семінарію (1896), Варшавський ветеринарний інститут (1901). Працював повітовим ветеринарним лікарем Ігуменського повіту. З травня 1914 р. — ветеринарний лікар ст. Сарни. З серпня 1915 р. — у розпорядженні завідувача ветеринарної частини 3-ї армії Західного фронту. З березня 1916 р. — у розпорядженні управління гуртів худоби київського інтендантства. З жовтня 1916 р. — працівник відділу транспорту худоби київського інтендантства. З лютого 1918 р. — працівник відділу демобілізації кінського складу Південно-Західного фронту. У червні 1918 р. — повернувся на довоєнну посаду ветеринарного лікаря ст. Сарни.
З лютого 1919 р. — ветеринарний лікар 19-ї пішої дієвої дивізії Дієвої армії УНР. З 16 червня 1919 р. — ветеринарний лікар 1-ї запасної кінної бригади Дієвої армії УНР (переформована у полк 16 липня 1919 р.). Восени 1919 р. захворів на тиф. З 12 грудня 1919 р. — молодший лікар ветеринарного шпиталю етапу № 1 Української Галицької армії. З 4 квітня 1920 р. — комендант ветеринарного шпиталю 2-ї бригади ЧУГА. З 18 травня 1920 р. — ветеринарний лікар 2-ї (згодом — 3-ї Залізної) дивізії Армії УНР. З 24 березня 1921 р. — підполковник ветеринарної служби. Подальша доля невідома.